# 曲銳
曲銳（1457年—1511年），字朝儀，山東登州府萊陽縣人，軍籍，明朝政治人物。

## 生平
成化十七年（1481年）辛丑科進士。担任大理寺评事，迁右寺副。弘治六年（1493年）四月出为四川按察司佥事，丁憂服闋，十四年十二月復除福建佥事，十五年二月升四川松潘兵备副使，改河南，正德二年（1507年）閏正月擢陕西按察使，十二月升任都察院左佥都御史、巡抚宁夏。正德四年五月升任南京礼部右侍郎，未赴任，以宁夏多事，同年六月改升右副都御史，仍巡抚其地，因得罪太监刘瑾，不久陕西巡按御史胡瓚弹劾曲锐失人心，招物议，被革职闲住。刘瑾伏誅後复官。正德六年去世。

## 家族
曾祖曲名禮；祖父曲從；父曲敬，母劉氏；繼母初氏。